# Mormonia neonympha
Mormonia neonympha là một loài bướm đêm trong họ Noctuidae.